# Raúl Clemente Huerta
Raúl Clemente Huerta Rendón (Guayaquil, 25 de febrero de 1915-Guayaquil, 1 de abril de 1991) fue un destacado catedrático y político ecuatoriano.

## Biografía
Nació el 25 de febrero de 1915 en Guayaquil. Realizó sus estudios secundarios en el Colegio Nacional Vicente Rocafuerte y los superiores en la Universidad de Guayaquil, donde obtuvo en 1943 el título de doctor en jurisprudencia. Como dirigente estudiantil fue presidente fundador de la Federación de Estudiantes Universitarios del Ecuador (FEUE).
Entre los cargos públicos que ocupó se cuentan presidente del Tribunal Electoral de Guayas, dos veces concejal cantonal de Guayaquil, director del Banco Central del Ecuador y ministro del tesoro durante el gobierno de Carlos Julio Arosemena Tola.
Para las elecciones presidenciales de 1956 se presentó como candidato por el Frente Democrático Nacional, coalición electoral que abarcó a los liberales, socialistas y otros grupos de izquierda. Cuando el presidente José María Velasco Ibarra se enteró de que Huerta encabezaba las preferencias electorales, pronunció su famosa frase “O el frente me tritura a mí, o yo trituro al frente”, y se convirtió en el jefe de campaña de facto del contrincante de Huerta, el doctor Camilo Ponce Enríquez, atacando a Huerta en cada ciudad en que hacía campaña. Ponce ganó la elección con apenas tres mil votos de ventaja.
Participó en la Asamblea Constituyente de 1966, siendo mocionado como candidato a la presidencia interina de la república. Aunque Huerta era el favorito, acuerdos de último momento llevaron a la victoria a Otto Arosemena Gómez, quien venció a Huerta por cinco votos.
Entre 1968 y 1970 ocupó la presidencia de la Cámara de Representantes.
Durante la antesala de las elecciones presidenciales de 1978 su sobrino, Francisco Huerta Montalvo, se postuló como candidato por el Partido Liberal Radical Ecuatoriano, pero fue descalificado por el Tribunal Supremo Electoral. Raúl Clemente Huerta tomó su lugar como candidato, convirtiéndose en el principal contendiente de quien entonces se perfilaba como favorito, el conservador Sixto Durán Ballén. Sin embargo, Jaime Roldós Aguilera, candidato del partido Concentración de Fuerzas Populares, dio la sorpresa electoral al conseguir el primer lugar en la primera vuelta. Huerta obtuvo el tercer lugar, siendo superado por Durán Ballén por poco más de un punto porcentual.
Para las elecciones legislativas del año siguiente fue elegido diputado nacional por el Partido Liberal Radical Ecuatoriano. Posteriormente, durante el gobierno de León Febres-Cordero Ribadeneyra, presidió la Junta Monetaria.
Falleció el 1 de abril de 1991 en Guayaquil.